# Juva
Juva [ˈjuʋɑ] (historisch Jukainen, schwedisch historisch Jockas) ist eine Gemeinde mit 5769 Einwohnern (Stand 31. Dezember 2022) in Ostfinnland. Sie liegt in der Landschaft Savo, 40 km östlich der Stadt Mikkeli und 55 km westlich von Savonlinna an der Staatsstraße 5. Juva ist ausschließlich finnischsprachig.
Juva besteht bereits seit 1442 als Kirchspiel und ist somit eine der ältesten Gemeinden Ostfinnlands. Ursprünglich umfasste das Gemeindegebiet weite Teile der Landschaft Savo, darunter auch die Gebiete der heutigen Städte Kuopio und Pieksämäki. Als politische Gemeinde in ihrer heutigen Form besteht Juva seit 1868.
Juva ist bis heute vor allem von der Land- und Forstwirtschaft geprägt, kleinere Betriebe unter anderem der Lebensmittel- und Papierindustrie siedelten sich erst in den 1970er Jahren an. Viele der Einwohner von Juva arbeiten in den nahen Städten Savonlinna, Mikkeli, Varkaus und Pieksämäki. Von steigender Bedeutung ist der Tourismus. Im Sommer steigt die Einwohnerzahl beträchtlich, wenn Finnen vor allem aus den Großstädten des Landes ihre Sommerhäuser beziehen. Insgesamt gibt es in Juva mehr als 2000 solcher Mökkis.

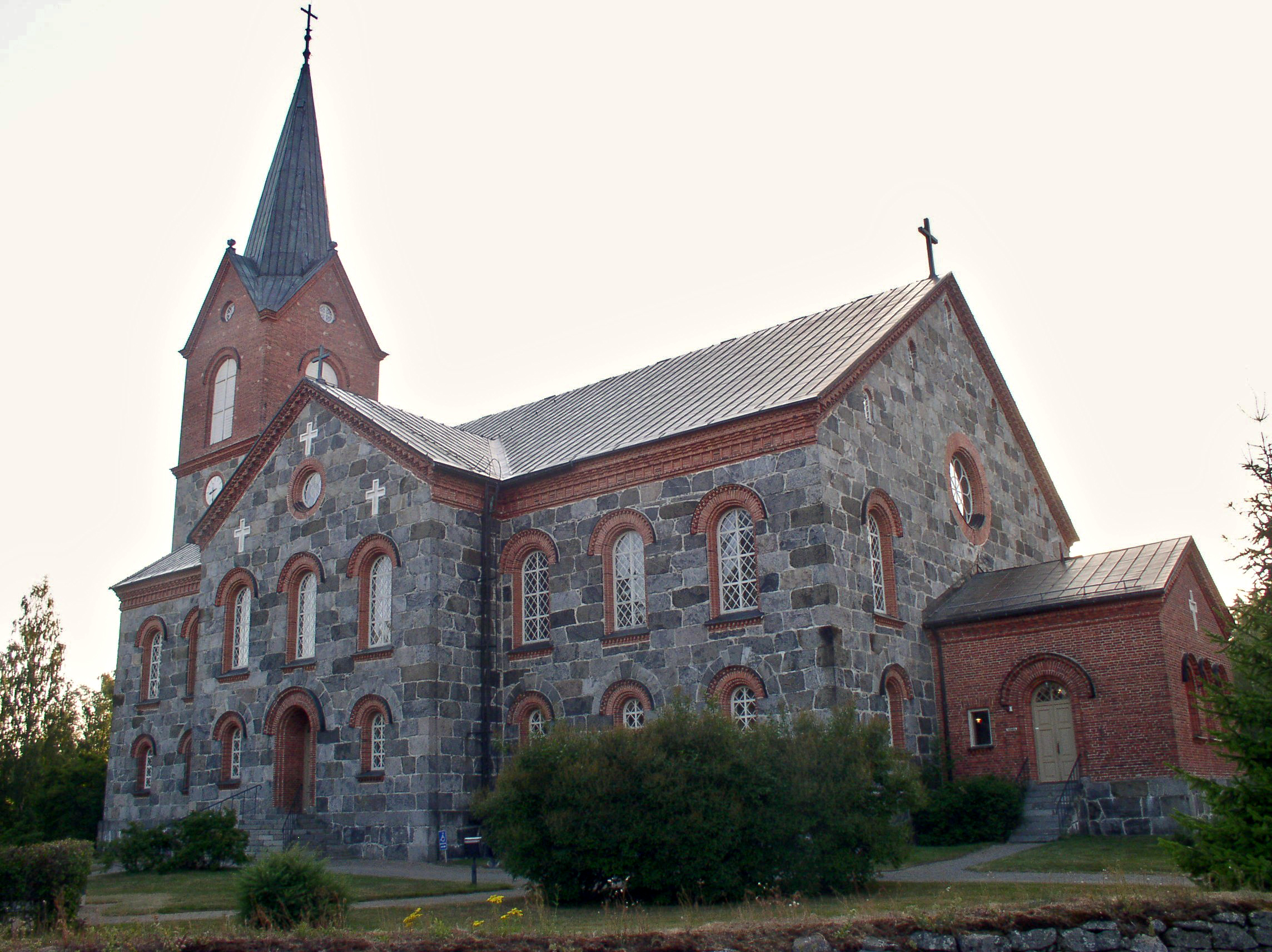
Kirche von Juva

Die Pfarrkirche von Juva wurde 1863 nach Plänen von Ernst Bernhard Lohrmann und Carl Albert Edelfelt erbaut.

## Ortsteile
Neben dem Kirchdorf Juva umfasst die Gemeinde folgende Dörfer und Siedlungen:
Ahola, Auvila, Haikarila, Hatsola, Hietajärvi, Hyötyy, Hännilä, Härkälä, Inkilä, Järvenpää, Kaihunmäki, Kaislajärvi, Kangas, Kaskii, Kettula, Kiiskilä, Kiiskilänniemi, Kilpola, Nuutilanmäki, Koikkala, Kuosmala, Lauteala, Leskelä, Maarala, Maivala, Murtoinen, Mustola, Mäköis, Männynmäki, Narila, Näärinki, Ollikkala, Paatela, Pekurila, Pohjois, Poikola, Pulkkila, Purhola, Rantuu, Remojärvi, Ronkala, Soiniemi, Sopala, Summala, Suurniemi, Taipale, Teivaa, Tuhkala, Turakkala, Vehmaa, Vuorenmaa, Vuorilahti.

## Söhne und Töchter
- Arndt Pekurinen (1905–1941), Pazifist und Kriegsdienstverweigerer
- Kalevi Hämäläinen (1932–2005), Skilangläufer
- Eero Kilpeläinen (* 1985), Eishockeytorwart